# Dendrobium nareshbahadurii
Dendrobium nareshbahadurii là một loài thực vật có hoa trong họ Lan. Loài này được H.B.Naithani mô tả khoa học đầu tiên năm 1986.